# Risurrezione
Risurrezione (en español, Resurrección), es una ópera o dramma en cuatro actos con música de Franco Alfano y libreto en italiano de Cesare Hanau, basado en la novela "Resurrección" (Воскресение) de León Tolstói. Se estrenó el 30 de noviembre de 1904, en el Teatro Vittorio Emanuele de Turín, Italia.
Esta ópera rara vez se representa en la actualidad; en las estadísticas de Operabase aparece con sólo 2 representaciones en el período 2005-2010, siendo la segunda de Franco Alfano.

## Personajes
| Personaje                                                                                                | Tesitura                 | Reparto del estreno, 30 de noviembre de 1904 (Director: Tullio Serafin ) |
| --- | ------------------------ | ------------------------------------------------------------------------ |
| Katerina Mihaylovna, llamada Katyusha                                                                    | soprano                  | Elvira Magliulo                                                          |
| Príncipe Dimitri Ivanovich Nehlyudov                                                                     | tenor                    | Oreste Mieli                                                             |
| Sofia Ivanovna, su tía                                                                                   | mezzosoprano             | Elvira Ceresoli-Salvatori                                                |
| Matryona Pavlovna, ama de llaves                                                                         | contralto                |                                                                          |
| Simonson Ivanovich, convicto político                                                                    | barítono                 | Angelo Scandiani                                                         |
| Anna, viaja campesina                                                                                    | contralto                |                                                                          |
| Korablyova, prisionera                                                                                   | contralto                |                                                                          |
| criada                                                                                                   | contralto                |                                                                          |
| Vera, convicto político                                                                                  | mezzosoprano             |                                                                          |
| Fenyichka, prisionera                                                                                    | soprano                  |                                                                          |
| Chic a jorobada, prisionera                                                                              | contralto                |                                                                          |
| Chica pelirroja, prisionera                                                                              | mezzosoprano             |                                                                          |
| Krilycov, convicto político                                                                              | bajo                     | José Beckmans                                                            |
| Jefe de la guardia                                                                                       | bajo                     |                                                                          |
| Guardia                                                                                                  | barítono                 |                                                                          |
| Oficial de la estación ferroviaria                                                                       | barítono                 |                                                                          |
| Oficial                                                                                                  | tenor                    |                                                                          |
| Una mujer                                                                                                | soprano                  |                                                                          |
| Muzhik                                                                                                   | barítono                 |                                                                          |
| Dos campesinos                                                                                           | bajos                    |                                                                          |
| Tres prisioneras                                                                                         | 2 sopranos / 1 contralto |                                                                          |
| Kozak | barítono                 |                                                                          |
| Voces de iglesia, campesinos, prisioneras de la prisión femenina, convictos políticos, niña de ocho años |                          |                                                                          |